# Coin Master
Coin Master este un joc mobil ocazional care încorporează mecanici de construcție a satului, jocuri de tip slot machines și interacțiune socială. Jocul a fost dezvoltat de compania Moon Active din Tel Aviv, Israel.
Coin Master a fost descărcat de peste 300 de milioane de ori în întreaga lume. A fost, de asemenea, în topul jocurilor mobile cu cele mai mari încasări în Regatul Unit (din februarie 2019) și Germania (din iunie 2019).

## Gameplay
Obiectivul jocului Coin Master este de a câștiga monede pentru a îmbunătăți construcțiile din sate și de a progresa prin niveluri. Coin Master poate fi găsit în categoria „Adventure Game” în magazinele de aplicații, dar folosește mecanica jocurilor de noroc.
Scopul principal al jocului este construirea și îmbunătățirea construcțiile din sate. Pentru a construi sate sau pentru a ataca satele altor jucători, utilizatorii trebuie să folosească un slot machine pentru a câștiga monede. Numărul de rotiri (spins) zilnice este limitat, dar încercări și elemente suplimentare pot fi achiziționate prin achiziții în aplicație. Unele rotiri gratuite sunt oferite de Coin Master prin intermediul linkurilor de pe canalele lor sociale și prin abonarea la buletinul lor informativ prin e-mail.
Monedele sunt obținute prin rotire și câștig, atacând satul altui jucător sau jefuind averea altui jucător. Un număr maxim de cinci scuturi, precum și animalul de companie Rhino, pot fi folosite pentru apărarea satelor. Atunci când satul unui jucător este atacat, jocul permite, de asemenea, o „răzbunare”, astfel încât un jucător poate lansa un contraatac.
Jucătorul trebuie să îmbunătățească 5 construcții în fiecare sat pentru a trece la nivelul următor.
Până în iunie 2024, existau 570 de niveluri în joc. Fiecare sat are propria sa temă unică. Monedele sunt folosite pentru a îmbunătăți construcțiile satului, iar atunci când jucătorii îmbunătățesc toate cele 5 construcții ale satului, jocul va trece la nivelul următor cu un nou sat. Monedele câștigate de la slot machine cresc ușor pe măsură ce nivelele progresează.

### Colectarea cărților
O altă caracteristică a jocului este „Colecția de cărți”. Cărțile pot fi colectate și schimbate pentru a completa seturi de cărți, ceea ce, de obicei, recompensează jucătorul cu rotiri și experiență pentru animale de companie. Cuferele cu cărți de colecție în ele pot fi, de asemenea, colectate folosind monede. Valoarea cărților diferă și există mai multe rarități. Cuferele sunt obiecte din joc care conțin cărți colecționabile. Acestea sunt disponibile în trei niveluri diferite: Wooden, Golden și Magical.
În cufere, jucătorii vor găsi diferite obiecte, cum ar fi cărți, pe care le pot colecta. Dacă completează o colecție de cărți, vor primi recompense. De asemenea, ei pot schimba aceste cărți cu prietenii. Cuferele pot fi obținute în mai multe moduri. Acestea pot fi găsite în timpul raidurilor, recompensate pentru atingerea nivelului următor sau cumpărate prin achiziții în aplicație.

### Animale de companie
Foxy, Tiger și Rhino sunt cele trei animale de companie care sunt concepute pentru a ajuta jucătorii să colecteze mai multe monede, fiecare în propriul lor mod unic. Animalele de companie pot fi crescute prin obținerea de gustări (treats) pentru ele și prin creșterea XP-ului (punctelor de experiență) prin utilizarea poțiunilor de XP. Foxy oferă jucătorului monede suplimentare pentru un raid până la 119% din valoarea raidului jucătorului. Tiger oferă jucătorului monede suplimentare pentru atacuri. Aceste monede suplimentare pot ajunge până la 410% din valoarea atacului. Rhino protejează satul jucătorului de atacuri. Acest animal de companie protejează până la 70% din atacurile asupra satului lor. În plus, animalele de companie trebuie să fie ținute treze cu gustări. Pentru fiecare gustare, acestea rămân treze timp de 4 ore. Ei pot rămâne treji pentru perioade mai lungi de timp cu mai multe gustări.

### Cadouri
Jucătorii pot oferi fiecărui prieten un Spin la fiecare 48 de ore, iar ei pot face același lucru pentru unul. Atâta timp cât bara de rotiri este goală, ei pot colecta până la 100 de rotiri în fiecare zi. Oferirea de Spin-uri prietenilor nu va diminua inventarul propriu al jucătorului, dar pentru a colecta 100 de Spin-uri în fiecare zi, trebuie să ai 200 de prieteni activi pe Facebook.

### Viking Quest
Viking Quest este un eveniment special în joc care permite jucătorilor să călătorească prin diferite insule cu tematică vikingă și să completeze provocări pentru a câștiga recompense.
În timpul evenimentului Viking Quest, jucătorii trebuie să colecteze obiecte precum ciocane, scuturi și bani pentru a progresa prin fiecare insulă. Aceste obiecte pot fi obținute prin rotirea aparatului de slot din joc, iar jucătorii trebuie să colecteze un anumit număr din fiecare obiect pentru a debloca insula următoare.
Fiecare insulă din evenimentul Viking Quest prezintă un set unic de provocări care trebuie îndeplinite pentru a câștiga recompense precum monede, rotiri și cărți de joc rare. Unele dintre provocări includ înfrângerea personajelor vikinge inamice, atacarea satelor vikinge și găsirea comorilor ascunse.
Jucătorii pot câștiga, de asemenea, recompense bonus prin completarea provocărilor zilnice în timpul evenimentului Viking Quest, care pot include sarcini precum rotirea de un anumit număr de ori sau atacarea unui anumit număr de sate.

### Statut VIP
VIP este un statut special care oferă beneficii suplimentare jucătorilor, cum ar fi rotiri suplimentare, monede, evenimente exclusive, un grup privat pe Facebook și un ID de jucător permanent. S-a zvonit că statutul VIP este acordat jucătorilor care cheltuiesc o anumită sumă de bani în joc, în funcție de țara din care joacă, dar oamenii au acuzat Moon Active că nu a fost suficient de transparent cu procesul.

## Comercial
Veniturile principale ale Coin Master provin din achiziții în aplicație și microtranzacții. Aplicația a câștigat 59,15 milioane de dolari americani la nivel mondial în datele din iulie 2023. Aplicația a generat acum peste 3,5 miliarde de dolari americani în cheltuielile jucătorilor de-a lungul existenței sale. SUA, Regatul Unit și Germania sunt țările unde se cheltuiește cel mai mult, contribuind cu peste 85% din veniturile nete.
Datele specifice privind ratele de conversie a achizițiilor în aplicație sau cheltuielile medii per jucător sunt limitate.
Potrivit site-ului web OMR, Moon Active a câștigat 280 de milioane de dolari până în octombrie 2019.
În emisiunea⁠(d) sa de noapte de la televiziunea publică germană, Jan Böhmermann⁠(d) și-a exprimat opinia că Coin Master este comercializat copiilor și adolescenților, în ciuda negațiilor corespunzătoare, printre altele, aspectul prietenos cu copiii al jocului și publicitatea de la persoane influente populare, precum Pietro Lombardi.

## Investitorii
Compania are investitori din industria tehnologiei, precum Gigi Levy-Weiss⁠(d), fostul CEO al companiei de cazinouri online 888 Holdings⁠(d), cu sediul în Gibraltar.

## Reclame
Jennifer Lopez, Khloé Kardashian, Eugenio Derbez⁠(d), Kris Jenner și Scott Disick⁠(d) au apărut în reclame pentru Coin Master. Alte celebrități care au participat la reclame pentru joc sunt Ben Higgins⁠(d), Chris Harrison⁠(d), Rae Sremmurd⁠(d), Terry Crews, Emily Ratajkowski, Cardi B, Joan Collins⁠(d), David Schwimmer, Dieter Bohlen, Spice Girls, Thalia și Chayanne⁠(d).

## Premii
Coin Master a fost clasat în top 20 din aclamata listă Top 50 Developers/Top 50 Mobile Game Makers de la PocketGamer.biz⁠(d), publicată la 1 octombrie 2019. Jocul a primit, de asemenea, nenumărate mențiuni în publicațiile din industrie cu privire la poziția sa continuă pe locul 1 în listele săptămânale/lunare ale jocurilor cu cele mai mari încasări atât pe App Store, cât și pe Google Play în 2019.

## Utilizarea în escrocherii
Coin Master a fost utilizat ca parte a escrocheriilor de tip „verificare umană”. În cadrul acestei înșelătorii, un site web rău intenționat solicită utilizatorului să „demonstreze că nu este un robot” jucând alte jocuri sau instalând aplicații, cu scopul final de a primi monede în joc.
Multe site-uri web pretind că oferă rotiri gratuite pentru Coin Master, dar unele cer utilizatorilor să descarce aplicații riscante, punându-le în pericol confidențialitatea. Altele promit rotiri ieftine sau monede în schimbul plății, fără să ofere nimic.